# 민원
민원(民願)은 국민이 행정기관에 어떠한 것을 신청하는 것이다. 이때의 국민을 민원인이라 하고, 신청하는 내용을 민원사항이라 하며, 행정기관이 이를 처리하기 위해 하는 업무를 민원사무라고 한다. 행정기관이 민원사무를 처리하고 그 결과를 민원인에게 제공하는 것을 민원서비스라 하고, 이러한 전체 과정을 민원행정이라 한다. 즉, 민원행정은 국민이 행정기관에 특정한 행위를 요구하는 것에 행정기관의 대응행동에 관한 행정이다.

## 현재 근거 법령
민원에 관한 기본법은 1997년에 제정된 민원사무처리에 관한 법률이다. 이 법은 그 전의 행정규제 및 민원사무기본법에서 민원사무와 관한 사항을 행정규제에 관한 사항을 각각의 법률로 분리하면서 제정되었고, 이때 민원후견인의 지정·운영, 행정상담위원의 위촉·운영, 제안제도 도입 등을 규정하였다. 그 후 2002년에 개정하면서 문서의 범위에 전자문서를 포함하였고, 민원사무처리기준표 및 민원사무편람을 관보에 고시하는 것 외에 인터넷에 게시하는 근거를 마련하였다.
2006년에 다시 개정하면서 이 법에 포함되어 있던 국민고충처리위원회(현 국민권익위원회) 및 고충민원에 관한 부분 등을 별도의 법률로 분리하였다. 그리고 사전심사제도 도입, 거부처분에 대한 이의신청 절차, 민원제도개선조정회의 설치 등에 관해 규정하였다.
현재 민원행정에 관한 주요 법령은 다음과 같다.
- 민원사무처리에관한법률 (일부개정 2008.2.29 법률 제8852호 )
- 민원사무처리에 관한 법률 시행령 (전부개정 2006.5.30 대통령령 제19492호)
- 민원사무처리에 관한 법률 시행규칙 (전부개정 2006.6.5 행정자치부령 제332호)
- 부패방지 및 국민권익위원회의 설치와 운영에 관한 법률 (제정 2008.2.29 법률 제8878호)

## 법령 및 제도 연혁
- 행정사무처리간행령 (대통령령 제197호, 제정 1949.10.8 / 폐지 1963.11.11)

민원사무 처리에 대해 최초로 규정한 것으로, 민원사항을 접수한 후 30일(말단행정청은 10일) 이내 처리하게 하고, 기일을 지키지 않는 공무원은 징계할 수 있음 등을 규정하였다.
- 민원서류처리규정 (각령 제1630호, 제정 1963.11.11 / 폐지 1970.12.9)

'민원서류'를 정의 허가, 인가, 면허, 승인, 제증명, 신고, 등록, 청원, 소원, 진정 등으로 정의하고, 처리기간을 제증명은 3근무시간이내, 협의사항은 10일 등 구체적으로 산정하였으며, 중간처리상황의 통지, 기각처리, '민원서류간소화 위원회' 설치 등에 관해 규정하였다.
- 민원사무처리규정 (대통령령 제5398호, 제정 1970.12.9 / 폐지 1984.4.7)

현행 법령의 기본적인 틀을 마련한 규정으로 총 14회 개정되었다. '민원인'에 대하여 최초로 규정하였고, 행정기관에 '민원실'을 설치할 수 있도록 하고, '민원사무편람'을 비치하게 하였다. 민원사무통제관의 임명, 처리기간의 연장 등을 규정하고, 민원의 접수거부, 처리지연 등에 대하여 민원인이 신고할 수 있도록 하였다.
- 행정규제 및 민원사무기본법 (법률 제4735호, 제정 1994.1.7, 시행 1994.4.7 / 폐지 1997.12.31)

행정규제와 민원사무를 하나의 법률로 제정한 민원에 관한 최초의 법률이다. 고충민원에 대하여 최초로 정의하였고, 민원1회방문처리제를 도입하였으며, 민원사무처리기준표의 통합고시를 시행하였다. 국민고충처리위원회(현 국민권익위원회)의 설치 및 구성, 행정제도의 개선, 확인·점검 등 등에 대한 조항을 담고 있다.
- 민원사무처리에관한법률 (법률 제5369호, 제정 1997.8.22)

## 관련 시스템
- 전자민원G4C http://www.egov.go.kr, http://www.g4c.go.kr 보관됨 2007-03-14 - 웨이백 머신, http://www.minwon.go.kr 보관됨 2011-02-25 - 웨이백 머신

통합전자민원창구 홈페이지로 행정안전부가 운영한다. 여기에 접속하면 5천여종의 민원에 대하여 처리기관, 처리기간, 수수료, 신청 및 처리방법 등 민원사무 내용을 안내 받을 수 있고, 7백여종의 민원에 대해서는 전자적으로 신청할 수 있으며, 20여종의 민원서류는 전자적으로 열람하거나 발급받을 수 있다. 그밖에 이용할 수 있는 부가서비스로 주소변경 알리미 서비스, 주민등록증 진위확인 서비스, 인감증명서 발급사실확인 서비스 등이 있다.
- 국민신문고 http://www.epeople.go.kr

고충민원 신청, 국민제안 등을 위한 온라인 창구로 국민권익위원회가 운영한다. 여기에 접속하면 법령·제도·절차 등 행정업무에 관한 질의 또는 상담형식을 통한 설명이나 해석을 요구하거나, 정부시책·행정제도 및 운영의 개선에 관해 건의할 수 있으며, 행정기관의 위법·부당하거나 소극적인 처분 및 불합리한 행정제도로 인하여 국민의 권리를 침해하거나 국민에게 불편·부담을 주는 사항의 해결을 요구할 수 있다

## 관련 기관
- 행정안전부는 민원사무 처리에 관한 범정부 총괄기관으로서 민원사무처리에 관한 법률 및 동법 시행령·시행규칙, 어디서나 민원처리제 운영지침 등의 법령·지침을 관장하며, 전자민원G4C 홈페이지를 운영하고 있다.

- 국민권익위원회는 특히 고충민원에 관한 범정부 총괄기관으로서 국민신문고 홈페이지를 운영하고 있다.

- 각 중앙행정기관은 소관법령에 근거하여 개별 민원사무 제도를 운영하고 있다. 일부 민원사무는 중앙행정기관(특별지방행정기관 포함)이 직접 접수·처리하지만, 국민생활·기업활동과 관련된 상당수의 민원사무는 지방자치단체가 접수·처리하고 있다.

## 판례
판례는 법령에 근거없이 인근주민들의 집단민원을 이유로 불이익한 처분을 하는 것은 위법하다고 보고 있다.
- 장례식장을 건축하는 것이 구 건축법 제8조 제6항 제3호 소정의 인근 토지나 주변 건축물의 이용현황에 비추어 현저히 부적합한 용도의 건축물을 건축하는 경우에 해당하는 것으로 볼 수 없음에도, 건축허가신청을 불허할 사유가 되지 않는 인근 주민들의 민원이 있다는 사정만으로 건축허가신청을 반려한 처분은 법령의 근거 없이 이루어진 것으로 위법하다고 판단한 원심판단을 수긍하였다.[1]

- 구 도시계획법상의 자연녹지지역에 위치한 토지 위에 장례식장을 신축하는 내용의 건축허가 신청을 한 경우, 장례식장에 대한 부정적인 정서와 그로 인한 공공시설의 이용 기피 등과 같은 막연한 우려나 가능성만으로 장례식장의 신축이 현저히 공공복리에 반한다고 볼 수 없다는 이유로 위 건축허가신청을 반려한 처분은 위법하다.[2]

- 공사중지명령은 엄격한 법적 근거를 요하는 기속행위에 속한다 할 것인데, 이웃주민들의 집단민원이 있을 경우 다세대주택 건축허가를 취소할 수 있다거나 공사중지명령을 할 수 있다는 근거법규가 없고, 주택건설촉진법이 단독주택에 대하여는 그것이 비록 같은 법 제33조 제1항에 의한 사업계획승인을 받아 건립된 일단의 단독주택 중 하나라 하더라도 공동주택 소유자의 철거 및 재건축을 제한하는 같은 법 제38조 제2항과 같은 제한을 하고 있지 아니 하므로, 위와 같은 단독주택 하나를 헐고 다세대주택을 건축하는 공사에 대하여 이웃 주민들의 집단적인 건축반대민원이 있다는 것과 같은 법의 취지에 반한다는 것을 이유로 한 공사중지명령은 법령상의 근거 없이 행하여진 위법한 처분이다.[3]

- 액화석유가스충전사업의 허가에 있어 인근 주민들이 반대한다는 사정만으로 특별한 사정이 없는 한 액화석유가스의안전및사업관리법시행령 제3조 제1항 제2호 소정의 공공의 안전과 이익을 저해한다고 볼 수 없을 것이고, 또한 위 전라남도 고시에서 그 허가시 여론을 검토하도록 한 취지는 사회통념상 액화석유가스의 폭발 또는 화재로 인하여 위해우려의 부담을 안게 되는 일정구역 내의 주민들의 의견을 반영하여 이를 허가 여부를 결정함에 있어 참작하고자 함에 있는 것이므로 합리적인 근거에서 나온 것이 아닌 인근 주민들의 반대를 이유로 허가를 거부할 수 없다.[4]